# Uploadcare
Uploadcare — end-to-end облачная платформа для обработки и передачи контента. Платформа работает на технологии Adaptive Delivery и включает в себя облачное хранилище, обработку и загрузку видео, изображений и других файлов. Для передачи данных используется сеть из территориально распределенных CDN-серверов. Взаимодействие с платформой осуществляется посредством Uploadcare Widget, REST и JavaScript API, библиотек (для Python, React, Java, Android, iOS и др.), мобильных компонентов, а также плагинов для Wordpress, CKEditor, TinyMCE, Tilda, JotForm. Веб-сервис используется исследователями инженерных технологий в качестве источника независимых измерений распределения нагрузки веб-страниц.

## История
Изначально Uploadcare разрабатывалась в Санкт-Петербурге для веб-дизайнерского агентства Whitescape в качестве инструмента разработчика для загрузки файлов. В 2011 году, во время работы над проектом, требующим значительных затрат ресурсов на обработку, загрузку и хранение большого числа аудиофайлов, совладельцы агентства Игорь Дебатур и Анатолий Черняков сформировали основную концепцию Uploadcare. Идея была представлена в Hacker News и получила положительный отклик аудитории. Учредители инвестировали 35 тысяч долларов и представили альфа-версию к концу 2011 года. Для продолжения разработки были привлечены в общей сложности 450 тысяч долларов США от соучредителя Вконтакте Льва Левиева.

## О компании
Uploadcare Inc. основана в 2011 году Игорем Дебатуром и Анатолием Черняковым, в число сооснователей также входят Дмитрий Мухин и Александр Карпинский.
В середине 2010-х основатели перенесли офис в США. Когда проект начал набирать обороты и принес 10 миллионов долларов США дохода от первых пользователей, совладельцы закрыли агентство и сосредоточились на Uploadcare. В 2018 году компания достигла точки безубыточности. В ноябре 2019 года Uploadcare привлекла 1,7 млн. долларов США от Runa Capital и Vendep Capital. В следующем месяце компания приобрела стартап Blinkloader, который предлагал свои инструменты оптимизации изображений для сетей доставки контента (CDN) и свою команду разработчиков.
В числе клиентов компании на момент привлечения раунда инвестиций в конце 2019 года были: Qiwi, Mozilla, Cisco, L’Oreal, TimePad Архивная копия от 22 октября 2020 на Wayback Machine.

## Конкурсы и награды
- Рейтинг стартапов 2013 года в «Секрет Фирмы 09-2013»[15][16]
- Финский акселератор Startup Sauna (2015 год)[17][18]
- Конкурс стартапов GoTech-2018 (выигрыш 4 номинаций)[19]
- XII Петербургский международный инновационный форум[20]